# 韦诞
韋誕（179年—253年），字仲將，京兆郡杜陵县（今陕西省西安市长安区）人。东汉、三国書法家，出自京兆韋氏。

## 生平
太僕韋端之子，兄韋康。孔融與其父韋端書曰：「前日韋康來，淵才亮茂，雅度弘毅，偉世之器也。昨日韋誕又來，懿性貞實，文敏篤誠，保家之主也。不意雙珠，近出老蚌，甚珍貴之。」
初為武都郡太守，建安年間為郎中，曹魏正始年間遷侍中、中書監，以光祿大夫致仕，嘉平五年（253年）卒，享年七十五。
嘉平六年（254年），群臣上奏郭太后请求废黜皇帝曹芳，签名众臣中有“侍中中书监安阳亭侯臣诞”，潘眉、钱大昕、赵一清认为就是韦诞，但卢弼指出韦诞已经去世，故此人是否韦诞，存疑。

## 書法
工草書，有“草聖”之稱。魏明帝令韋誕為宮中和芳林苑中樓觀題署，“字間滿密，故稱填篆，又稱芳填書”，下梯後，頭髮盡白。又擅長制筆、墨，有「仲將之墨，一點如漆」之稱。他總結書法經驗，著有《筆經》。《三輔決錄注》引「夫工欲善其事，必先利其器。」，正是他的名言。韦诞的儿子韦熊和哥哥韦康都善于书法。

## 轶事
韋誕死後，墳墓被鍾繇盜挖，得墨寶《九勢八字訣》，但極有可能是虛構的，史實上韋誕死時鍾繇已死了二十幾年。
相印書曰：「相印法本出陳長文，長文以語韋仲將，印工楊利從仲將受法，